# Smithland (Kentucky)
Smithland és una població dels Estats Units a l'estat de Kentucky. Segons el cens del 2000 tenia 401 habitants.

## Demografia
Segons el cens del 2000, Smithland tenia 401 habitants, 157 habitatges, i 105 famílies. La densitat de població era de 249,7 habitants/km².
Dels 157 habitatges en un 24,2% hi vivien nens de menys de 18 anys, en un 50,3% hi vivien parelles casades, en un 12,7% dones solteres, i en un 33,1% no eren unitats familiars. En el 28,7% dels habitatges hi vivien persones soles el 15,9% de les quals corresponia a persones de 65 anys o més que vivien soles. El nombre mitjà de persones vivint en cada habitatge era de 2,22 i el nombre mitjà de persones que vivien en cada família era de 2,72.
Per edats la població es repartia de la següent manera: un 16% tenia menys de 18 anys, un 7% entre 18 i 24, un 25,7% entre 25 i 44, un 23,9% de 45 a 60 i un 27,4% 65 anys o més.
L'edat mediana era de 46 anys. Per cada 100 dones de 18 o més anys hi havia 95,9 homes.
La renda mediana per habitatge era de 30.000 $ i la renda mediana per família de 40.568 $. Els homes tenien una renda mediana de 28.281 $ mentre que les dones 16.167 $. La renda per capita de la població era de 16.751 $. Entorn del 7,1% de les famílies i el 9% de la població estaven per davall del llindar de pobresa.

## Poblacions més properes
El següent diagrama mostra les poblacions més properes.